# Gastropholis
Gastropholis – rodzaj jaszczurek z rodziny jaszczurkowatych (Lacertidae).

## Zasięg występowania
Rodzaj obejmuje gatunki występujące w Afryce Subsaharyjskiej. 

## Systematyka

### Etymologia
Gastropholis: gr. γαστηρ gastēr, γαστρος gastros „brzuch”; φολις pholis, φολιδος pholidos „rogowa łuska”.

### Podział systematyczny
Do rodzaju należą następujące gatunki: 
- Gastropholis echinata (Cope, 1862)
- Gastropholis prasina Werner, 1904
- Gastropholis tropidopholis (Boulenger, 1916)
- Gastropholis vittata Fischer, 1886